# Симпсон Киркпатрик, Джон
Джон «Джек» Симпсон Киркпатрик (англ. John «Jack» Simpson Kirkpatrick, 6 июля 1892 — 19 мая 1915, служивший под именем Джон Симпсон) — санитар-носильщик австралийского и новозеландского армейского корпуса в период Галлиполийской кампании Первой мировой войны. После высадки десанта в районе бухты Анзак 25 апреля 1915 года он, раздобыв ослика, занялся вывозом раненых солдат Британской империи с линии фронта на пляж для последующей эвакуации. Зачастую под огнём, он продолжал эту работу три с половиной недели, до тех пор пока не был убит. Симпсон и его ослик стали одним из символов духа АНЗАК.

## Юные годы
Симпсон родился 6 июля 1892 года в Саут-Шилдс, прибрежном городе-графстве на северо-востоке Англии, в семье Роберта Киркпатрика и Сары Симпсон Киркпатрик. Он был одним из восьми детей. Ребёнком на летних каникулах он частенько работал погонщиком ослов на городских пляжах, при этом прекрасно ладил с животными.

## Военная служба
Прослужив некоторое время в британском торговом флоте кочегаром и пожарным, он однажды сбежал и пустился в странствия по Австралии. Однако перед войной решил записаться в армию, полагая, что это позволит ему вернуться в Англию. Опасаясь, что его как бывшего дезертира могут не принять в австралийскую армию, он записался под фамилией матери, как Джон Симпсон. Таким образом, 23 августа 1914 года, в Перте, он был зачислен в качестве санитара-носильщика полевой медицинской службы. Стоит отметить, что на эту должность подбирали только физически крепких мужчин.
Спустя восемь месяцев, 25 апреля 1915 года, Симпсон принял участие в десантной высадке первой волны сил АНЗАК. В первые часы битвы, когда он выносил на плечах раненого, он встретил на берегу заблудившегося ослика, после чего быстро приобщил его к транспортировке пострадавших. Осла назвали Даффи. С тех пор как они этим занялись, Джон стал неотъемлемой частью событий в Галлиполи, насвистывая и напевая песенки, он заботился о раненых, словно не замечая свистящих вокруг пуль.
Полковник Джон Монаш позднее писал:
Рядовой Симпсон и его зверёк заслужили всеобщее восхищение в верхней оконечности долины. Они работали день и ночь напролёт всё время с момента высадки, и эта помощь оказанная раненым была бесценна. Симпсон не знал страха, спокойно и равнодушно передвигался под шрапнельным и ружейным огнём, день за днём неуклонно выполняя взятые на себя обязанности и регулярно зарабатывая аплодисменты медперсонала за многочисленные спасения раненых из областей находившихся под интенсивным обстрелом.
В итоге, по расхожему мнению, за двадцать четыре дня он перевёз с полей сражений к медпункту более трёх сотен человек.
19 мая 1915 года Симпсон был сражён пулемётной очередью в спину в момент эвакуации очередного раненого. Ко времени его смерти его отец уже давно скончался, но мать по-прежнему жила в Саут-Шилдс.
Джон Симпсон Киркпатрик погребён на пляжном кладбище, на побережье бухты Анзак.

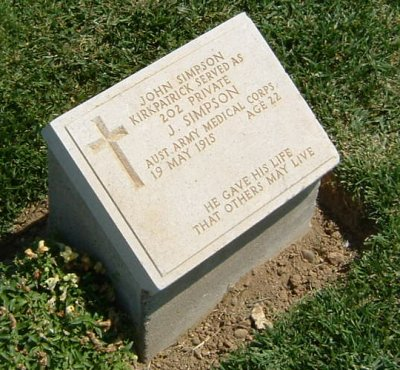
Надгробие Джона Симпсона Киркпатрика на пляжном кладбище

## Наследие
История Симпсона стала широко известна после выхода в свет, в 1916 году, книги «Glorious Deeds of Australasians in the Great War». Для вящего эффекта военной пропаганды часть этих историй о Симпсоне (в первую очередь, о предположительном спасении трёхсот человек) являлись заведомой выдумкой. В действительности, транспортировка столь большого количества людей за три недели, что он пробыл в Галлиполи, была физически невозможна, учитывая время необходимое для каждой поездки. Тем не менее эти истории описанные в книге воспринимались на веру многими, включая авторов последующих книг о Симпсоне.
Некоторые современные критики, говоря о храбрости и самоотверженности Симпсона в Галлиполи, указывают на то, что осёл освобождал его от более трудной и опасной работы по спуску тяжелораненых от линии фронта к перевязочному пункту в составе бригады носильщиков носилок.
За прошедшие десятилетия в австралийском обществе было предпринято несколько безуспешных попыток представить Симпсона к награде крестом Виктории. Так, например, общественная кампания 1965 года увенчалась выпуском памятного медальона АНЗАК со стилизованным изображением санитара везущего на осле раненого. Этот медальон был впервые выпущен в 1967 году и раздавался всем участникам Галлиполийской кампании или членам их семей. Один из таких медальонов был вручен генерал-губернатором Австралии сестре Симпсона. В 1995 году, к 80-летию битвы, австралийский монетный двор выпустил 5-долларовую юбилейную монету аналогичного дизайна. Тот же образ неоднократно эксплуатировался в почтовых марках. Кроме того он присутствует как элемент оформления на 100-долларовой купюре, слева от портрета генерала Монаша. В 2015 году, к 100-летию битвы, австралийский монетный двор выпустил 1-долларовую юбилейную монету c изображением лица санитара и морды осла.
Имеет место устойчивое мнение о том, что во время войны прошение о его награждении подавалось, но получило отказ либо было неправильно оформлено и потому затерялось в недрах военного чиновничьего аппарата. В то же время, никаких документальных свидетельств такого рода предложений не существует. Почвой для этих предположений послужила запись в дневнике его командующего офицера, где тот выражает надежду, что за свои заслуги Симпсон будет удостоен медали «За доблестное поведение» или креста Виктории. Тем не менее, сам офицер никаких официальных рекомендаций на этот счёт никогда не подавал. На сегодняшний день единственным документально оформленным отличием Симпсона является упоминание в приказе от 28 мая 1915 года его фамилии наряду с другими людьми выполнявшими те же функции в Галлиполи.
В 1991 году была учреждена австралийская версия креста Виктории. С тех пор время от времени разгораются дебаты о предоставлении возможности ретроспективного награждения этой медалью, особенно ярко во время политических предвыборных кампаний. Кроме Симпсона обсуждаются ещё две кандидатуры — артиллериста Альберта Клири и младшего матроса Эдварда Шиэна — погибших во Второй мировой войне. Однако на данный момент австралийский крест Виктории ретроспективно не вручается.
Кроме вышеупомянутого медальона, память о Симпсоне увековечивают несколько памятников. Один из них установлен в родном городе санитара, ещё несколько в Австралии.

## Галерея
|                         |                                        |                                                      |
| Памятник в Саут-Шилдсе. | Памятник в Мельбурне. Монумент памяти. | Памятник в Канберре. Австралийский военный мемориал. |